# 1778 w literaturze
Wydarzenia literackie w 1778 roku.

## Nowe książki
- Fanny Burney - Evelina
- Ignacy Krasicki - Monachomachia, czyli Wojna mnichów, anonimowo.
- Pierre-Louis Ginguené - "Satire des Satires"

## Zmarli
- Jean-Jacques Rousseau - pisarz i filozof francuski (ur. 1712)